# Metakatianna nigraoculata
Metakatianna nigraoculata är en urinsektsart som beskrevs av John Tenison Salmon 1948. Metakatianna nigraoculata ingår i släktet Metakatianna och familjen Katiannidae. Inga underarter finns listade i Catalogue of Life.